# 제34지원단
제34지원단(34th Support Group)는 베트남 전쟁에 참전하고, 주한 미군 부대로서 한반도에 주둔하였던 군수 지원부대였다.

## 역사

### 베트남 전쟁
제34지원단은 1966년 1월 24일, 베트남 공화국의 사이공에서 종합지원단으로 창설되었다. 부대는 주월 미국 육군 직속의 항공기에 대한 종합지원 및 보급임무을 맡았다. 이후, 탄손냣에 주둔하였다. 
1967년 3월, 항공기 종합지원 및 정비, 보급부대인 제520수송대대가 전속하였다. 그리고 이듬해 1968년 2월에 항공물자관리원(AMMC)의 운영통제권이 제34종합지원단에 이양되었다.
1969년 7월 2일, 고유 부대 휘장을 승인받았고, 이후 1984년 4월 3일에 제34지원단에 맞게 재디자인되었다.
1972년 11월 30일, 정전에 따라 모든 외국군 군대의 비엣남에서의 철수에 따라 제34지원단은 해산하였다. 6년간 15개 전역에 참가하고 5개의 육군 공로부대표창의 각각 1개 베트남 용맹십자장과 민간행동훈장을 받았다.

### 주한 미군
1984년 9월 17일에, 부산 미국 육군 주둔지(USAG, Pusan)가 해체되고 캠프 하야리아에서 제34지원단이 재소집되어 시설관리부대로서 제7지역(Area VII) 안에 있는 부대에 대한 기지운영과 보급근무지원을 수행하였다.
1990년 9월 6일에, 기지운영의 한반도 광역 재조직화에 따라 제34지원단은 부산에서 서울 용산으로 재배치되었다. 제34지원단은 시설 및 제2지역(Area II) 사령부로서, 제2지역 내 모든 부대에 대한 시설 운영, 무력 방어, 군수 지원, 비전투 후송 작전과 기지 방어에 대응하였다.
용산 기지의 본부로서 , 제34지원단은 용산 기지의 유엔사령부 본부, 주한 미군 본부, 제8군 본부 등의 10개 예하 주요사령부 본부를 지원하였다. 추가로 제2지역 안의 131개 부대에 대해 기지운영지원을 맡았다.
2004년 9월 4일에 해산하였다. 제2지역지원활동처(Area II Support Activity)로 임무가 이전되고, 제25수송대대는 캠프 캐럴의 주한 물자지원사령부(MSC-K)로 전속하였다.

## 구조

### 배속
- 주월 미국 육군, 1966년 1월 24일
- USARV/MACV 지원사령부, 1972년 5월 15일
- 제19전구지원사령부, 1984년 9월 17일

### 편성
베트남 전쟁
- 제1수송대대
- 제14수송대대; 1970년
- 제58수송대대
- 제520수송대대; 1967년 3월 23일, 전속[3]
- 제765수송대대
- 퀴논 항공창
- 사이공 항공창
- 항공기정비시설 (FAMF)
- 항공물자관리원 (AMMC); 1968년 2월, 운영통제권을 이양받음.
- 항공물자관리데이터처리원 (AMMDPC)
- 항공복습훈련학교

주한 미군
- 제25수송대대 - 용산 기지

## 기록

### 전역
| 스트리머    | 내역 |
| ----------- | --- |
| 베트남 전쟁 | - 방어 - 반격 - 반격, 제2(II)단계 - 반격, 제3(III)단계 - 구정공세 반격 - 반격, 제4IV)단계 - 반격, 제5(V)단계 - 반격, 제6(VI)단계 - 1969년 구정공세 반격 - 1969년 여름-가을 - 1970년 여름-봄 - 성소 반격 - 반격, 제7(VII)단계 - 제1(I)차 통합 - 제2(II)차 통합 - 정전 |

### 스트리머
| 스트리머            | 내역                                      | 명령서                                        |
| ------------------- | ----------------------------------------- | --------------------------------------------- |
| 육군 공로부대표창   | 불명                                      | 불명                                          |
| 육군 공로부대표창   | 불명                                      | 불명                                          |
| 육군 공로부대표창   | 불명                                      | 불명                                          |
| 육군 공로부대표창   | 배트남, 1968년 11월 1일 ~ 1970년 1월 31일 | 제34종합지원단, 육군부 1971년 일반명령 제51호 |
| 육군 공로부대표창   | 배트남, 1970년 2월 1일 ~ 1971년 7월 31일  | 제34종합지원단, 육군부 1973년 일반명령 제5호  |
| 용맹십자장과 종려잎 | 1970년 10월 1일 ~ 1972년 8월 31일         | 제34종합지원단, 육군부 1974년 일반명령 제6호  |
| 1급 민간행동훈장    | 1971년 1월 1일 ~ 1971년 12월 31일         | 제34종합지원단, 육군부 1973년 일반명령 제32호 |

## 참고

### 인용
1. ↑  “34th Support Group”. 《tioh.hqda.pentagon.mil》 (영어). 문장학 연구소. 2016년 12월 26일에 확인함.[깨진 링크(과거 내용 찾기)]
2. ↑  “34th Support Group officially folds itself into Area II Support Activity” (영어). Stars and Stripes. Stars and Stripes korea. 2004년 9월 4일. 2016년 12월 30일에 원본 문서에서 보존된 문서. 2016년 12월 26일에 확인함.
3. ↑  “520th Transportation Battalion” (PDF) (영어). U.S. Army Transprotation Corps. 3쪽. 2019년 12월 29일에 확인함.[깨진 링크(과거 내용 찾기)]
4. ↑  “General Orders No. 51” (PDF) (영어). Washington D.C.: Departmet of the Army. 1971년 11월 10일. 1-2쪽. 2019년 12월 29일에 원본 문서 (PDF)에서 보존된 문서. 2019년 12월 27일에 확인함.
5. ↑  “General Orders No. 5” (PDF) (영어). Washington D.C.: Departmet of the Army. 1973년 2월 5일. 3쪽. 2019년 12월 29일에 원본 문서 (PDF)에서 보존된 문서. 2019년 12월 27일에 확인함.
6. ↑  “General Orders No. 6” (PDF) (영어). Washington D.C.: Departmet of the Army. 1974년 2월 25일. 5쪽. 2019년 12월 17일에 원본 문서 (PDF)에서 보존된 문서. 2019년 12월 27일에 확인함.
7. ↑  “General Orders No. 32” (PDF) (영어). Washington D.C.: Departmet of the Army. 1973년 9월 24일. 13-14쪽. 2019년 12월 29일에 원본 문서 (PDF)에서 보존된 문서. 2019년 12월 27일에 확인함.

### 자료
- “Operational Report - Lessons Learned, Headquarters, 34th General Support Group, Period Ending 31 July 1970” (PDF) (영어). Washington D.C.: Department of The Army. 1970년 12월 22일. 2017년 2월 15일에 원본 문서 (PDF)에서 보존된 문서. 2016년 12월 26일에 확인함.
- “34th Area Support Group - About” (영어). 2003년 4월 3일. 2004년 11월 24일에 원본 문서에서 보존된 문서. 2016년 12월 26일에 확인함.
- “34th Area Support Group”. 《globalsecurity.org》 (영어). 2016년 12월 26일에 확인함.
- “USARV Transportation Elements” (영어). 2019년 12월 21일에 확인함.